# Johannes Gustav Schilde
Johannes Gustav Schilde, född 16 november 1839 i Dresden, död 22 september 1888 i Bautzen, var en tysk entomolog.